# Die Entführung meines Vaters
Die Entführung meines Vaters (Originaltitel: Dadnapped) ist ein Disney Channel Original Movie aus dem Jahr 2009. Die Filmpremiere auf dem US-amerikanischen Disney Channel fand am 16. Februar 2009 statt. Die meisten Darsteller sind aus Disney-Channel-Serien bekannt. Die deutsche Erstausstrahlung war am 21. Mai 2009. Die Free-TV-Premiere fand am 20. November 2010 auf ProSieben statt.

## Handlung
Melissa freut sich auf den Campingausflug mit ihrem Vater Neal. Der Bestsellerautor und Erfinder des Superhelden „Tripp Zoome“ möchte aber zuvor noch zu einem Tripp-Zoome-Treffen fahren. Kurz vor ihrer Weiterfahrt wird Neal von Wheeze, Andre und Sheldon entführt, die ihrem Vorbild „Tripp Zoome“ nacheifern. Zusammen mit Merv, dem Besitzer des Hotels in dem Melissa und Neal wohnen, kann Melissa ihren Vater wiederfinden. Neal empfand die Entführung aber als Spaß und freundete sich mit den Entführern an. Kurz darauf werden Melissa und ihr Vater von Maurice und Skunk entführt, denn Neal soll für Skunk ein Buch schreiben. Nachdem Wheeze, Andre und Sheldon die Entführer ausgetrickst haben, halten diese Melissa und ihren Vater im ursprünglichen Hotel fest. Dort wird deutlich, dass die beiden für Merv arbeiten, der mit Neals Buch für Skunk sein Hotel ausbauen will. Doch Neals neue Freunde sagen allen beim Fantreffen Bescheid und befreien zusammen Melissa und Neal.

## Synchronisation
| Rolle          | Synchronsprecher        |
| -------------- | ----------------------- |
| Melissa Morris | Marieke Oeffinger       |
| Whezze         | Patrick Roche           |
| Merv Kilbo     | Manuel Straube          |
| Andre          | Tobias John von Freyend |
| Sheldon        | Max Felder              |
| Maurice        | Norman Matt             |
| Neal Morris    | Crock Krumbiegel        |
| Trip Zoome     | Benedikt Gutjan         |

## Hintergrundinformationen
Die meisten Darsteller sind bekannte Disney-Stars: Emily Osment (die auch den Titelsong The Hero in me gesungen hat), Jason Earles und Moisés Arias gehören zu den Hauptdarstellern von Hannah Montana, David Henrie zu Raven blickt durch und Die Zauberer vom Waverly Place und Phill Lewis zu Hotel Zack & Cody und Zack & Cody an Bord.
Bei seiner Erstausstrahlung in den USA wurde der Film von 4,6 Millionen Menschen gesehen. Die Premiere auf ProSieben sahen 0,57 Millionen Deutsche.